# Stadio Morumbi
L'estádio Cícero Pompeu de Toledo, conosciuto come stádio Morumbi, è uno stadio di San Paolo che si trova nel quartiere omonimo, in Brasile. Ospita le partite casalinghe del San Paolo. 

## Storia

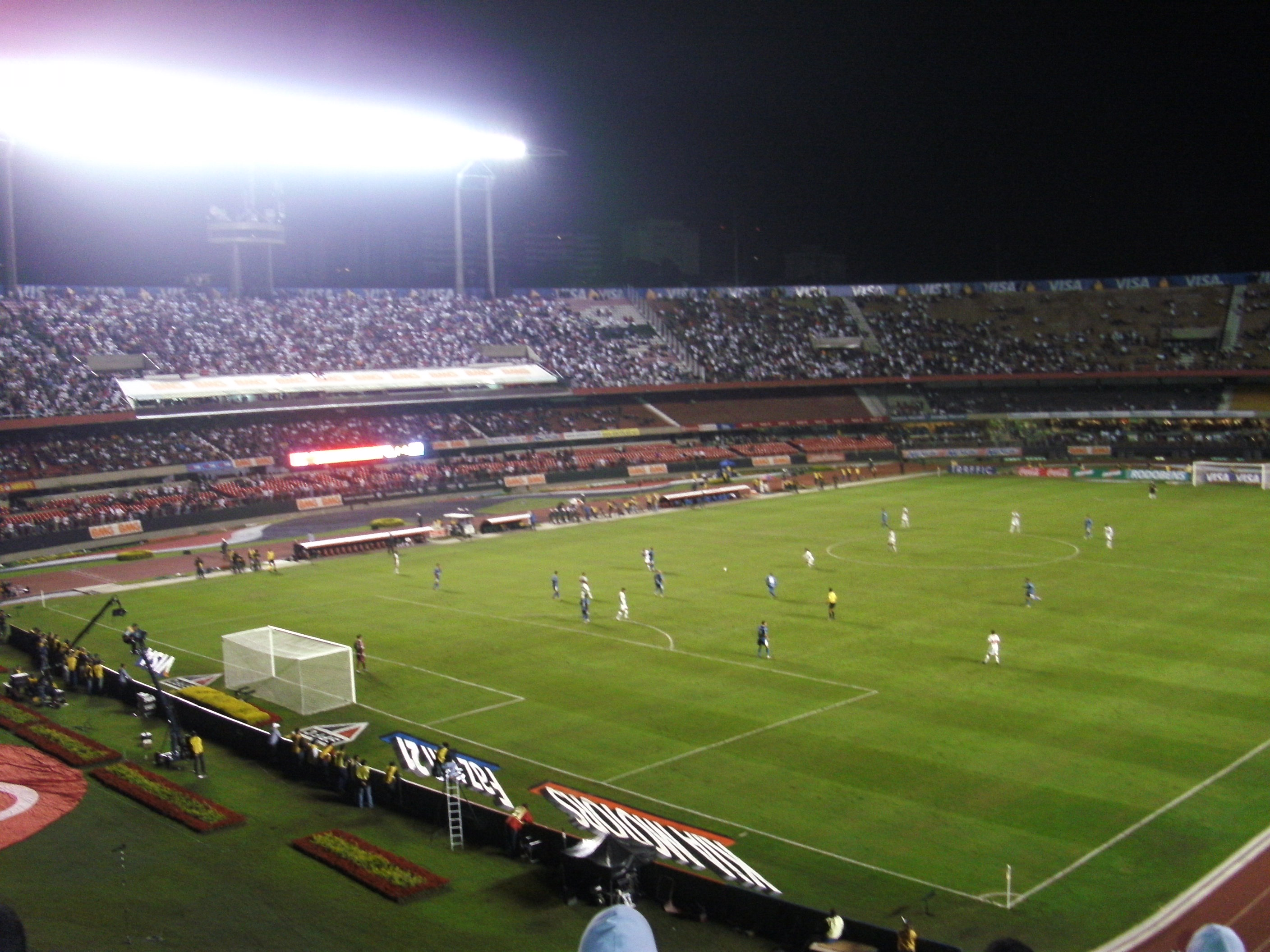
Partita di Brasile Cup 2011

Nei primi anni della sua esistenza, il San Paolo ha utilizzato come quartier generale e campo Finchley Forest, situato accanto al ponte delle Bandiere, accanto a Tiete, fiume nel centro di San Paolo. Quindi è usato il nome di St. Paul quando si parla della Foresta il primo periodo di esistenza dell'associazione di gennaio 1930 fino a maggio 1935. Quando il club è stato rifondato nel dicembre del 1935, non aveva un proprio campo, una situazione che durò fino al 1938, quando l'unione con lo studente ha guadagnato il possesso del campo di Mooca per gli appartenenti all'Antartico. Nel 1940 ha iniziato a utilizzare il Pacaembu. Nel 1944, il San Paolo ha acquistato Canindé, che divenne loro campo. Ma Canindé è stato usato solo come sede sociale e luogo di formazione, la zona era piccola per la costruzione di un grande stadio e quindi le idee emerse e progetti per la fattibilità di una piazza nello sport da qualche altra parte in città.
Passarono diversi anni prima che i lavori potessero avanzare, e solo nel 1960 lo stadio fu aperto, anche se non definitivamente concluso. La partita inaugurale ebbe luogo il 2 ottobre del 1960, con l'incontro tra i padroni di casa del San Paolo e lo Sporting Lisbona (1-0), davanti a 56.448 spettatori. Tuttavia mancavano ancora parti di tribune ancora da costruire, e per mancanza di fondi i lavori per il completamento dello stadio rimasero fermi dal 1962 al 1968, quando ripresero grazie al presidente del San Paolo, Laudo Natel, divenuto intanto governatore dello Stato. Grazie anche a fondi raccolti con il carnevale Paulista, i lavori ripresero nel 1968; si provò a nominarlo estádio Cícero Pompeu de Toledo, in onore al dirigente paulista omonimo, tuttavia la popolazione di San Paolo lo chiamò sempre come il quartiere nel quale si trovava, e il nome datogli non prese mai piede.
Finalmente nel 1970 avvenne l'inaugurazione totale dello stadio, che a quel tempo avrebbe potuto contenere quasi 150.000 spettatori, con una partita tra San Paolo e il Porto, di fronte a circa 108.000 spettatori e che terminò 1-1.
Inizialmente lo stadio avrebbe dovuto ospitare la partita inaugurale dei mondiali 2014, tuttavia già nel 2010 venne escluso dai mondiali brasiliani perché il comitato locale organizzatore della Coppa del mondo non ottenne le garanzie finanziarie necessarie dal comitato della città di San Paolo.

## Concerti
- Queen - The Game Tour, 20 e 21 marzo 1981
- Kiss - Creatures of the Night Tour, 25 giugno 1983
- Menudo - Menudo Tour, 16 marzo 1985
- Nirvana - Hollywood Rock Festival, 16 gennaio 1993
- Michael Jackson - Dangerous World Tour, 15 e 17 ottobre 1993
- Madonna - The Girlie Show Tour, 3 novembre 1993
- Whitney Houston - The Bodyguard World Tour, 23 gennaio 1994
- U2 - PopMart Tour, 30 e 31 gennaio 1998
- Rush - Vapor Trails Tour, 22 novembre 2002
- Linkin Park - Meteora World Tour, 11 settembre 2004
- U2 - Vertigo Tour, 20 e 21 febbraio 2006
- Roger Waters - The Dark Side of the Moon Live, 24 marzo 2007
- Aerosmith - Aerosmith World Tour 2007, 12 aprile 2007
- High School Musical: Il concerto - 20 maggio 2007
- Madonna - Sticky & Sweet Tour, 18, 20 e 21 dicembre 2008
- AC/DC - Black Ice Tour, 27 novembre 2009
- Metallica - World Magnetic Tour, 30 e 31 gennaio 2010
- Beyoncé - I Am... Tour, 6 febbraio 2010
- Coldplay - Viva la Vida Tour, 2 marzo 2010
- Bon Jovi - The Cirlce Tour, 6 ottobre 2010
- Rush - The Machine Tour, 8 ottobre 2010
- The Black Eyed Peas - The E.N.D. World Tour, 4 novembre 2010
- Paul McCartney - Up and Coming Tour, 21 e 22 novembre 2010
- Shakira - The Sun Comes Out World Tour, 19 marzo 2011
- Iron Maiden - The Final Frontier World Tour, 26 marzo 2011
- U2 - U2 360º Tour, 9, 10 e 13 aprile 2011
- Pearl Jam - Pearl Jam Twenty Tour, 3 e 4 novembre 2011
- Roger Waters - The Wall Live, 1° e 3 aprile 2012
- Lady Gaga - The Born This Way Ball, 11 novembre 2012
- Madonna - MDNA Tour, 4 e 5 dicembre 2012